# 200 mètres masculin aux Jeux olympiques d'été de 1984 (athlétisme)
Navigation
Moscou 1980 Séoul 1988
L'épreuve du 200 mètres masculin aux Jeux olympiques de 1984 s'est déroulée les 6 et 8 août 1984 au Memorial Coliseum de Los Angeles, aux États-Unis.  Elle a été remportée par l'Américain Carl Lewis.

## Résultats

### Finale
| Rang               | Athlète                 | Pays                 | Performance  |
| ------------------ | ----------------------- | -------------------- | ------------ |
| Médaille d'or      | Carl Lewis              | États-Unis           | 19 s 80 (OR) |
| Médaille d'argent  | Kirk Baptiste           | États-Unis           | 19 s 96      |
| Médaille de bronze | Thomas Jefferson        | États-Unis           | 20 s 26      |
| 4                  | João da Silva           | Brésil               | 20 s 30      |
| 5                  | Ralf Lübke              | Allemagne de l'Ouest | 20 s 51      |
| 6                  | Jean-Jacques Boussemart | France               | 20 s 55      |
| 7                  | Pietro Mennea           | Italie               | 20 s 55      |
| 8                  | Ade Mafe                | Royaume-Uni          | 20 s 85      |

## Légende
Records et Performances
- AR : Record continental (area record)
- CR : Record des championnats (championship record)
- MR : Record du meeting (meet record)
- NR : Record national (national record)
- OR : Record olympique (olympic record)
- PR : Record paralympique (paralympic record)
- PB : Record personnel (personal best)
- SB : Meilleure performance personnelle de la saison (season's best)
- WL : Meilleure performance mondiale de l'année (world leader)
- WJR : Record du monde junior (world junior record)
- WR : Record du monde (world record)

Circonstances et Conditions
- DNF : N'a pas terminé (did not finish)
- DNS : N'a pas pris le départ (did not start)
- DQ : Disqualification (disqualification)
- NM : Aucun essai valable enregistré (No Mark)
- Q : Qualifié « directement » au prochain tour (ou à la prochaine compétition), lors d'une compétition majeure, grâce au classement ou à la réalisation des minima (automatic qualifier)
- q : Qualifié au prochain tour (ou à la prochaine compétition), lors d'une compétition majeure, grâce au repêchage ou à la réalisation de l'une des meilleures performances parmi celles des « non qualifiés directement » (grâce au meilleur temps ou à la meilleure distance par exemple) (secondary qualifier)